# NGC 1151
NGC 1151 est une vaste galaxie elliptique relativement éloignée, compacte et située dans la constellation de l'Éridan. NGC 1151 a été découverte par l'astronome américain Francis Leavenworth en 1885.

## Caractéristiques
Sa vitesse par rapport au fond diffus cosmologique est de 8 922 ± 27 km/s, ce qui correspond à une distance de Hubble de 131,6 ± 9,2 Mpc (∼429 millions d'al).